# Miss Panama

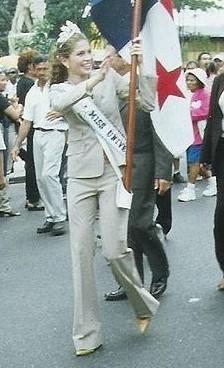
Justine Pasek, Miss Univers pour le Panama à une parade le 3 novembre 2003

Miss Panama ou Señorita Panamá, est un concours de beauté féminin, destinée aux jeunes femmes habitantes du Panama.
La tenante du titre participera à l'élection de Miss Univers pour présenter son pays, et ainsi ses dauphines à Miss Monde et Miss International.

## Les titres
| Miss Panamá     |                                        |                   |                              |                   |
| Année           | Titre                                  | Etat              | Classement à Miss Univers    | Date de naissance |
| 1952            | Elzibir Gisela Malek                   | Coclé             |                              | 1934              |
| 1953            | Emita Arosemena Zubieta                |                   | Semifinalist (12th)          |                   |
| 1954            | Liliana Torre                          |                   | Semifinalist (12th)          |                   |
| 1955-1963       | No contests                            |                   |                              |                   |
| 1964            | Maritza Montilla                       |                   |                              |                   |
| 1965            | Sonia Inés Ríos                        |                   |                              |                   |
| 1966            | Dionisia Broce                         | Los Santos        |                              |                   |
| 1967            | Mirna Norma Castillero                 |                   |                              |                   |
| 1968-1969       | No contests                            |                   |                              |                   |
| 1970            | Berta López Herrera                    |                   |                              |                   |
| 1971            | Gladys Isaza                           |                   |                              |                   |
| 1972            | No contests                            |                   |                              |                   |
| 1973            | Janine Lizuaín                         |                   |                              |                   |
| 1974            | Jazmín Nereida Panay                   |                   | Semifinalist (9th)           |                   |
| 1975            | Anina Horta Torrijos                   |                   |                              |                   |
| 1976            | Carolina Maria Chiari                  |                   |                              |                   |
| 1977            | Marina Valenciano                      |                   |                              |                   |
| 1978            | Diana Leticia Conte Vergara            |                   |                              |                   |
| 1979            | Yahel Cecile Dolande                   |                   |                              |                   |
| 1980            | Gloria Karamañites Davis               | Colón             | Semifinalist (9th)           |                   |
| 1981            | Ana María Henríquez Valdés             |                   |                              |                   |
| 1982            | Isora de Lourdes Moreno López          |                   |                              |                   |
| 1983            | Elizabeth Bylan Bennett                |                   |                              |                   |
| 1984            | Cilinia Prada Acosta                   |                   |                              |                   |
| 1985            | Janett Vásquez Sanjuán                 |                   |                              |                   |
| 1986            | Gilda García López                     | Veraguas          |                              |                   |
| 1987            | Gabriela Deleuze Ducasa                | Los Santos        |                              |                   |
| 1988-1989       | No contests                            |                   |                              |                   |
| Señorita Panamá |                                        |                   |                              |                   |
| 1990            | Liz Michelle De León Paz               |                   |                              |                   |
| 1991            | Ana Cecilia Orillac Arias              |                   |                              |                   |
| 1992            | Giselle Amelia González Aranda         | Veraguas          |                              |                   |
| 1993            | María Sofía Velásquez Jaimes-Freyre    | Panama Centro     |                              | 1971              |
| 1994            | Michele Jeanette Sage Navarrete        | Panama Centro     | (18th)                       |                   |
| 1995            | Reyna del Carmen Royo Rivera           | Panama Centro     |                              | March 15, 1971    |
| 1996            | Lía Victoria Borrero González          | Los Santos        | Finalist (Top 6) (6)         | August 22, 1976   |
| 1997            | Tanisha Tamara Drummond Johnson        | Colón             |                              |                   |
| 1998            | Yamani Esther Saied Calviño            | Panama Centro     | (18th)                       |                   |
| 1999            | Analía Verónica Núñez Sagripanti       | Chiriquí          | (12th)                       | 1980              |
| 2000            | Ivette María Cordovez Usuga            | Panama Centro     |                              | June 24, 1980     |
| 2001            | Justine Lissette Pasek Patiño          | Panama Centro     | Miss Univers 2002            | August 29, 1979   |
| 2002            | Stefanie de Roux Martín                | Panama Centro     | Semifinalist (Top 15) (13th) | August 5, 1982    |
| 2003            | Jessica Patricia Rodríguez Clark       | Panama Centro     |                              |                   |
| 2004            | Rosa María Hernández Cedeño            | Los Santos        |                              | July 29, 1983     |
| 2005            | María Alessandra Mezquita Lapadula     | Panama Centro     |                              | November 1, 1983  |
| 2006            | No Selection to Miss Universe          |                   |                              |                   |
| 2007            | Sorangel Matos Arce*                   | Darien            |                              |                   |
|                 |                                        |                   |                              |                   |
| Realmente Bella |                                        |                   |                              |                   |
| 2008            | Carolina Dementiev Justavino           | Panama Centro     |                              | 1er février 1989  |
| 2009            | Diana Patricia Broce                   | Los Santos        |                              | 26 juillet 1986   |
|                 |                                        |                   |                              |                   |
| Señorita Panamá |                                        |                   |                              |                   |
| 2010            | Anyoli Amorette Abrego Sanjur          | Veraguas          |                              | 16 novembre 1987  |
| Miss Panamá     |                                        |                   |                              |                   |
| 2011            | Sheldry Nazareth Sáez Bustavino        | Herrera           | Finaliste (Top 10) (10th)    | 15 janvier 1992   |
| 2012            | Stephanie Vander Werf                  | Panama Centro     |                              |                   |
| 2013            | Carolina Del Carmen Brid Cerrud        | Veraguas          |                              |                   |
| 2014            | Yomatsy Maurineth Hazlewood De La Rosa | Darién            |                              |                   |
| 2015            | Gladys Brandao Amaya                   | Los Santos        |                              |                   |
| 2016            | Keity Drennan Mendieta                 | Panama Centro     | Top 13                       |                   |
| 2017            | Laura Sofía de Sanctis Natera          | Contadora         |                              |                   |
| 2018            | Rosa Iveth Montezuma Montero           | Comarcas          |                              |                   |
| 2019            | Mehr Eliezer                           | Isla Flamenco     |                              |                   |
| 2020            | Carmen Isabel Jaramillo Velarde        | Panama Este       |                              |                   |
| 2021            | Brenda Andrea Smith Lezama             | Panama Centro     | Top 16                       |                   |
| 2022            | Solaris De la Luna Barba Cañizales     | Herrera           |                              |                   |
| 2023            | Natasha Lineth Vargas Moreno           | Los Santos        |                              |                   |
| 2024            | Italy Mora                             | Riviera del Canal |                              |                   |

### Rang régional
| Titre | Etat           | Années                                                                |
| 12    | Panama         | 1980,1993, 1994, 1995, 1998, 2000, 2001, 2002, 2003, 2005, 2008, 2012 |
| 05    | Los Santos     | 1966,1987,1996, 2004, 2009                                            |
| 03    | Veraguas       | 1986, 1992, 2010                                                      |
| 02    | Colón          | 1997                                                                  |
| 01    | Chiriqui       | 1999                                                                  |
| 01    | Coclé          | 1952                                                                  |
| 01    | Herrera        | 2011                                                                  |
| 0     | Darien         |                                                                       |
| 0     | Bocas del Toro |                                                                       |